# جيري مولان
جيري مولان (بالإنجليزية: Gerry Mullan)‏ هو لاعب كرة قدم بريطاني في مركز الهجوم، ولد في القرن العشرين في Limavady ‏ في المملكة المتحدة. شارك مع منتخب أيرلندا الشمالية لكرة القدم. أما مع النوادي، فقد لعب مع غلينتوران ونادي إيفرتون ونادي بيليمينا يونايتد ونادي كوليرين.